# Kitenge

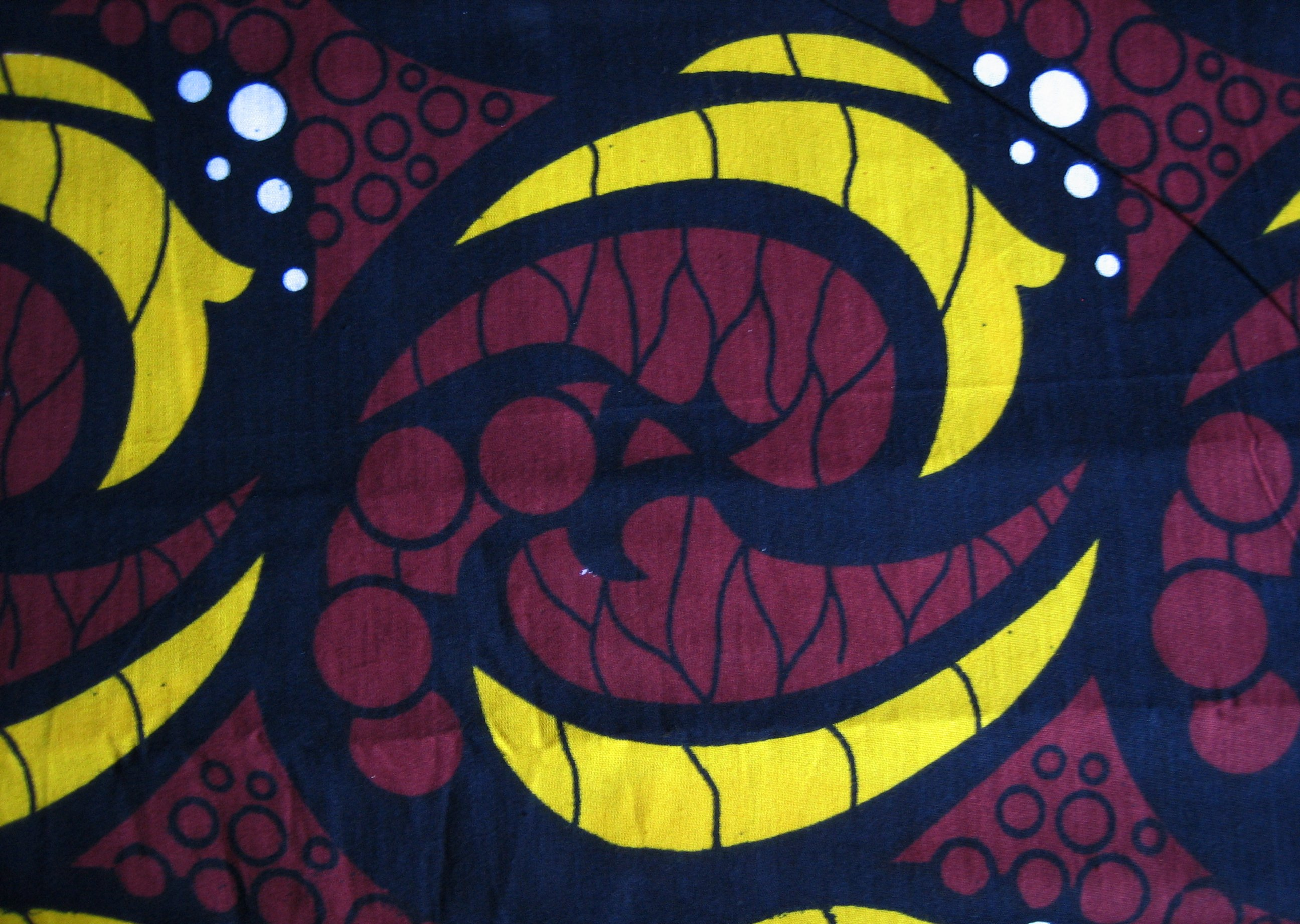
Un patrón típico kitenge.

El kitenge o chitenge es un tipo de vestimenta africana similar al sarong y usado a menudo por las mujeres envuelto alrededor del pecho o de la cintura, sobre la cabeza a manera de foulard, o como portabebés. También es usado a veces por los hombres alrededor de la cintura cuando hace calor. Los kitenges (en plural, «vitenge» en suajili) son de hecho una pieza informal y barata de ropa que a menudo se decora con una gran variedad de colores y patrones e incluso pueden llegan a incorporar lemas políticos. 
La impresión en la ropa es hecha por una técnica tradicional batik. Muchos de sus diseños poseen además un significado. Por otra parte, existe una variedad significativa de diseños políticos así como patrones tribales tradicionales. Su uso también se extiende como material para vestidos.